# Éofor
Éofor es un personaje ficticio que pertenece al legendarium creado por el escritor británico J. R. R. Tolkien. Fue el hijo menor del rey Brego de Rohan.

## Historia ficticia
Éofor fue el tercer hijo de Brego, y nieto de Eorl el Joven, fundador de Rohan. Brego trasladó el trono de Rohan a Edoras, en el palacio de Meduseld. Baldor, hermano mayor Eofor, quiso atravesar el Sendero de los Muertos, pero no lo consiguió, no volviéndose a saber nada de él. La corona de Rohan pasó entonces a su segundo hermano Aldor que heredó el trono de su padre. Éofor heredó entonces el señorío de Aldburg, antigua capital de Rohan, que pese a haber sido superada por Edoras continuaba gozando de renombre e importancia.
Éomund y sus hijos Éowyn y Éomer eran descendientes de Éofor.